# مشروع مقيت الدهون
عملية السمين المقيت أو مشروع مُقيِّت الدهون هو مشروع لوكالة المخابرات المركزية الأمريكية، في الداخل المصري، يهدف المشروع إلى الضغط على الملك فاروق لإجراء تعديلات سياسية معينة تُوافق متطلبات الولايات المتحدة في الشرق الأوسط. كانت العقول المدبرة للمشروع هم: مدير وكالة المخابرات المركزية ألين دالاس، ووزير الخارجية دين آتشيسون، وعميل وكالة المخابرات المركزية كيرميت روزفلت الابن، ورئيس محطة وكالة المخابرات المركزية في القاهرة مايلز كوبلاند الابن.
ومع ذلك، وبسبب عدم رغبة فاروق في التغيير لصالح الكفة الأمريكية، تحرك المشروع لدعم الإطاحة به، التقى روزفلت سرًا بحركة الضباط الأحرار والتي كانت تسير مُسبقًا في اتجاه التغيير السياسي، فأطاحَت بفاروق في انقلاب بقيادة اللواء محمد نجيب والعقيد جمال عبد الناصر، في 23 يوليو/تموز 1952. صرح مايلز كوبلاند أن الولايات المتحدة قدمت الدعم لنظام عبد الناصر الجديد ليكون «مُضاد للإنقلابات»، من بعد الانقلاب ساعدت أمريكا في إنشاء وكالة المخابرات العامة الجديدة (المخابرات العام) على غرار وكالة المخابرات المركزية الأمريكية، وكذلك قدمت ضباط سابقون (مستشارون) من ألمانيا النازية مثل أوتو سكورزيني لإنشاء جهاز الأمن الجديد.
استُخدم الاسم عملية مقيت الدهون كمخطط أولي لـعملية أجاكس، والتي قامت بالانقلاب الإيراني عام 1953، للإطاحة برئيس الوزراء المنتخب ديمقراطيًّا محمد مصدق، وإرجاع دكتاتورية الشاه للحكم.